# Gare de Digne
La gare de Digne est une gare ferroviaire française située dans la commune de Digne-les-Bains, chef-lieu du département des Alpes-de-Haute-Provence. Elle est le terminus de la ligne à voie normale de Saint-Auban à Digne, aujourd'hui désaffectée, et de la ligne à voie métrique de Nice à Digne.

## Situation ferroviaire
Gare de bifurcation, elle est située au point kilométrique 328,938 de la ligne de Saint-Auban à Digne (voie normale, non exploitée) et au PK 150,047 de la ligne de Nice à Digne (voie métrique). Son altitude est de 596 m.

## Histoire de la gare
C'est la compagnie du PLM qui a ouvert la gare, le 27 novembre 1876, en tant que terminus de la ligne de Saint-Auban à Digne. L'établissement était alors modeste, mais avec un bâtiment voyageur d'une certaine ampleur reflétant le statut de préfecture de la ville. La gare était dotée d'une annexe-traction avec remise permettant d'abriter les locomotives pour la nuit et d'une plaque tournante. Le service des marchandises était abrité dans une halle à cinq portes, avec un bureau accolé.

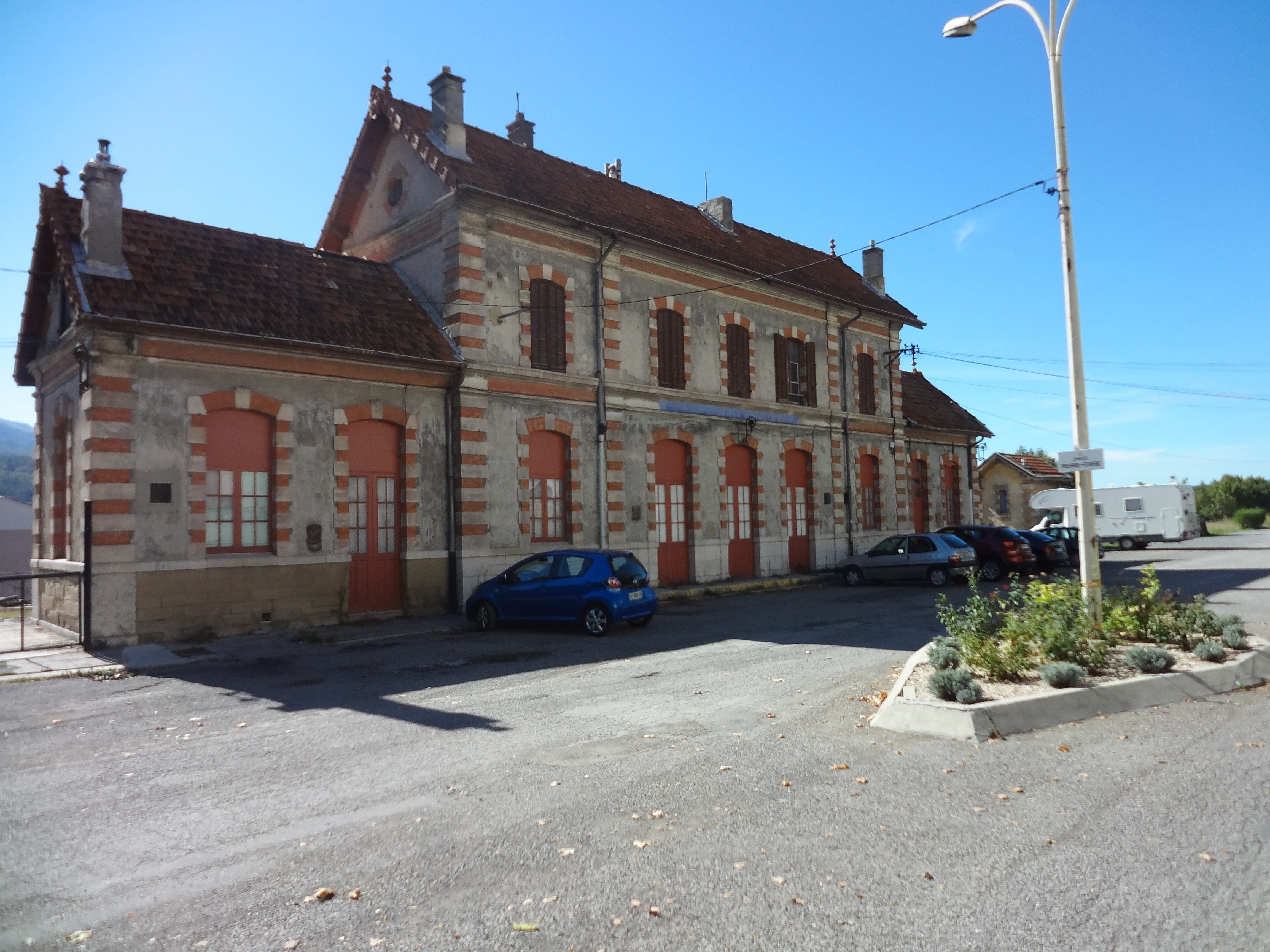
Façade de la gare des Chemins de fer du Sud de la France (actuellement désaffectée).

En 1891, la Compagnie des chemins de fer du Sud de la France (dite Sud-France) met en service la ligne de Digne à Mezel-Chateauredon à voie métrique et ouvre une gare dont le bâtiment-voyageurs fait face à celui du PLM, les deux constructions étant séparées par une cour commune. Si pour les marchandises, malgré les défiances entre les deux compagnies, le transit a pu se faire (par transbordement à cause de la différence d'écartement) sans trop de difficultés, pour les voyageurs, l'absurde traversée de l'espace entre les deux stations sera la règle pendant plusieurs décennies jusqu'à l'acceptation par le réseau à voie normale de faire "quai commun".
Après l'ouverture en totalité de la ligne Nice - Digne le 3 juillet 1911, la gare gagne une certaine importance en tant qu'étape sur la route la plus courte entre Genève et Nice. Ainsi sont progressivement mis en route des trains directs entre Genève, Grenoble et Digne par la ligne des Alpes. Le Sud-France, en correspondance avec la ligne Nice-Digne. 
Cependant, à la fin des années 1970, la Société nationale des chemins de fer français (SNCF), désormais exploitante de la ligne Saint-Auban - Digne décide de la déclasser. En 1980, elle transfère sur route les omnibus assurant les correspondances en gare de Château-Arnoux-Saint-Auban avec les trains de la relation Marseille - Briançon. Seuls subsistent le trafic marchandises, et pendant les mois d'été, les trains directs depuis Genève désormais appelés Alpazur. Le trafic marchandise périclite rapidement et en 1988 et 1989, seules demeurent les circulations estivales. Devant le coût de maintenance de la voie pour ces quelques circulations, la SNCF décide alors de fermer la ligne et d'assurer la desserte par autocar. La gare, elle, gardera ses fonctions de guichet de vente de billets, mais verra ses vastes emprises tomber en décrépitude.
Cependant, la pression des élus locaux réussira à dissuader la SNCF, puis RFF de réclamer le déclassement de la ligne et sa disparition pure et simple. Ainsi, bien que fermée au trafic et non entretenue, les emprises sont conservées, et des études sont menées[Quand ?] par la Région de Provence-Alpes-Côte d'Azur sur une éventuelle réouverture.

## Fréquentation
De 2015 à 2023, selon les estimations de la SNCF, la fréquentation annuelle de la gare s'élève aux nombres indiqués dans le tableau ci-dessous.
| Année     | 2015   | 2016   | 2017   | 2018   | 2019   | 2020  | 2021  | 2022  | 2023  |
| --------- | ------ | ------ | ------ | ------ | ------ | ----- | ----- | ----- | ----- |
| Voyageurs | 16 217 | 15 039 | 14 709 | 12 814 | 11 213 | 3 886 | 3 574 | 7 026 | 5 288 |

## Historique général
- Le 27 novembre 1876, ouverture de la ligne de Château-Arnoux-Saint-Auban à Digne.
- Le 3 juillet 1911, ouverture complète de la ligne métrique Sud-France entre Digne et Nice.
- Le 1er juillet 1935, mise en service d'une relation estivale Grenoble - Digne par le PLM, assurée par les autorails Michelin ZZR 1 et 2, surnommés Michelines, du Centre autorails de Grenoble.
- À l'été 1946, reprise de la relation estivale Grenoble - Digne interrompue pendant la guerre, assurée par des autorails Decauville XDC 2001 à 2010 du Centre autorails de Grenoble.
- En juin 1953, la relation estivale Grenoble - Digne est amorcée à Genève et assurée par des autorails Decauville des séries X 52000 et X 52100.
- Le 10 juin 1959, première circulation du train "Alpazur" assurée par les autorails panoramiques X 4205 et X 4206 (série X 4200) sur la relation Genève - Grenoble - Veynes - Digne (et retour).
- En septembre 1975, dernière circulation du train estival "Alpazur".
- En été 1976, le train "Alpazur" est remplacé par un turbotrain ETG Genève - Valence donnant correspondance à Grenoble avec une relation Grenoble - Digne assurée par un autorail X 2800.
- Le 2 juin 1981, voyage inaugural avec la Rame à Grand Parcours RGP1 de la série X 2700 avec l'X 2729 + XR 7729 + XR 7723 + X 2733 pour relancer la desserte "Alpazur" entre Genève et Digne via Grenoble et Veynes recommercialisée dès le 13/06/1981.
- Le 26 juin 1987, le train "Alpazur" entre dans la catégorie "Loisirail" de la SNCF.

## La gare

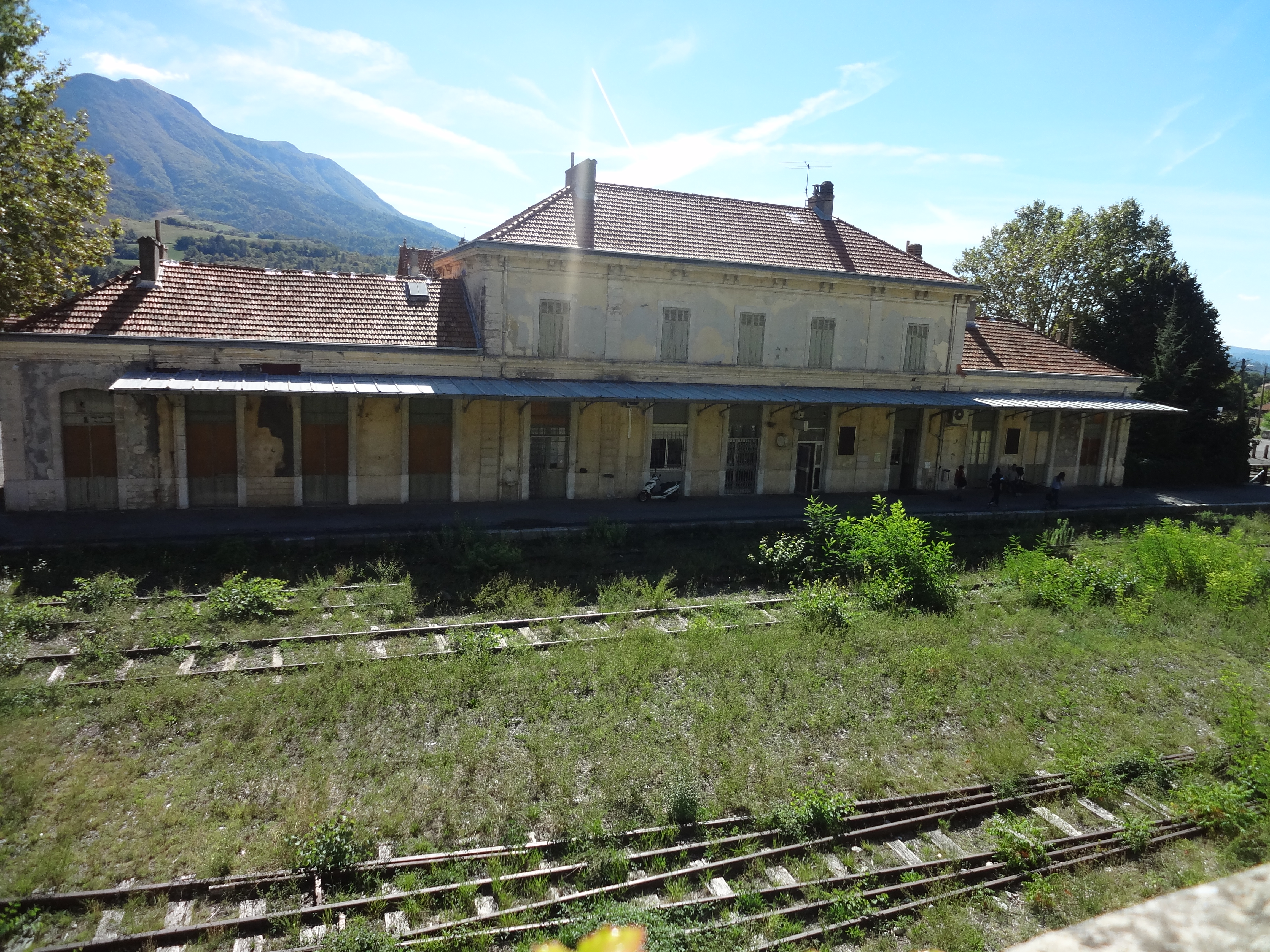
Voies de la gare SNCF.

Elle est le terminus des trains de la ligne de Nice à Digne à voie métrique et en service, et de la ligne de Saint-Auban à Digne, à voie normale et désaffectée, qui est un embranchement de la ligne de Lyon-Perrache à Marseille-Saint-Charles (via Grenoble).
Elle dispose de vastes installations qui servaient au transit de marchandises entre les deux réseaux, aujourd'hui inutilisées.